# Stipa barbata
Stipa barbata là một loài thực vật có hoa trong họ Hòa thảo. Loài này được Desf. miêu tả khoa học đầu tiên năm 1798.